# Trần Đáo
Trần Đáo (chữ Hán: 陈到, ? – ?), tên tự là Thúc Chí, người quận Nhữ Nam, Dự Châu , là tướng lãnh nhà Thục Hán thời Tam Quốc trong lịch sử Trung Quốc.

## Hành trạng
Trần Đáo đi theo Lưu Bị từ khi ông ta còn ở Dự Châu, có tiếng là một viên mãnh tướng, danh vị được xếp dưới Triệu Vân, thống lãnh đội quân thân vệ gọi là Bạch Nhị.
Năm 223, Đáo làm đến Vĩnh An đô đốc, Chinh Tây tướng quân, được phong Đình hầu, dưới quyền Lý Nghiêm. Năm 226, Lý Nghiêm dời đi Giang Châu, lưu Đáo ở lại Vĩnh An, vẫn ở dưới quyền của ông ta.
Trần Đáo mất khi đang ở chức, nhà Thục Hán lấy Tông Dự thay thế. Vì Tông Dự nhận chức Đồn kỵ hiệu úy vào năm 247, rồi đi sứ Đông Ngô, sau khi trở về thì nhận chức ở Vĩnh An, nên có thể xác định Đáo mất sau năm 247.

## Trong văn hóa
Trần Đáo không được xuất hiện trong tiểu thuyết Tam Quốc diễn nghĩa của La Quán Trung. Bộ chính sử Tam quốc chí cũng không chép truyện riêng về Trần Đáo (có lẽ vì chức tước của ông không quá cao, lại có ít chiến tích so với các danh tướng khác). Thông tin về ông chỉ xuất hiện rải rác ở các mục truyện về các nhân vật khác.